# プレゼント (飯塚雅弓のアルバム)
『プレゼント』は、飯塚雅弓の3枚目のミニアルバム。2005年1月3日に徳間ジャパンコミュニケーションズから発売された。

## 概要
『23degrees。』から1年ぶりとなる3枚目のミニアルバムで、アルバムとしては『∞Infinity∞』から6か月ぶりとなる。
発売日が飯塚の28歳の誕生日で、作詞・作曲を全て自身で手がけているなど、飯塚のオリジナリティーが強い作品である。本アルバム発売を記念し、同日にランドマークホールでワンマンライブ『「プレゼント」発売記念スペシャルライブ〜真冬のセレナーデ〜』が開催された。
初回特典は、シングルCD「プレゼント」の応募者全員プレゼントの応募券が封入。

## 批評
『CDジャーナル』は、「そんなマルチな才能が想像できないほど純粋無垢なキュート・ヴォイスや、王子様を夢見るような歌詞の連発。いや、有能だからこそ確信犯なのか。80年代型アイドル・ファン必殺の一枚」と評した。

## 収録内容
| 全作詞: 飯塚雅弓、全作曲: 星舞。 |                      |           |            |            |      |
| #                                | タイトル             | 作詞      | 作曲・編曲 | 編曲       | 時間 |
| 1.                               | 「ゆびきり」         | 飯塚雅弓  | 星舞       | 長谷川智樹 | 3:53 |
| 2.                               | 「真冬のセレナーデ」 | 飯塚雅弓  | 星舞       | 宅見将典   | 4:44 |
| 3.                               | 「恋のRibbon」       | 飯塚雅弓  | 星舞       | 宅見将典   | 4:18 |
| 4.                               | 「明日になれば」     | 飯塚雅弓  | 星舞       | 長谷川智樹 | 4:13 |
| 5.                               | 「M」                | 飯塚雅弓  | 星舞       | 長谷川智樹 | 5:20 |
| 合計時間:                        | 合計時間:            | 合計時間: | 22:28      |            |      |

## 参加ミュージシャン
ゆびきり
M
- Guitars & Piano & Keyboards & Programming：長谷川智樹
- Bass：阿部光一郎
- Drums：宅見将典
- Strings：弦一徹グループ

真冬のセレナーデ
恋のRibbon
- Guitars & Keyboards & Programming：宅見将典

明日になれば
- Guitars & Piano & Keyboards & Programming：長谷川智樹
- Bass：阿部光一郎
- Drums：宅見将典

## ワンマン日程
| 日付         | 都市   | 会場               |
| ------------ | ------ | ------------------ |
| 2005年1月3日 | 横浜市 | ランドマークホール |